# Rhombodera boschmai
Rhombodera boschmai är en bönsyrseart som beskrevs av Deeleman-Reinhold 1957. Rhombodera boschmai ingår i släktet Rhombodera och familjen Mantidae. Inga underarter finns listade i Catalogue of Life.